# Deadshot
Deadshot, il cui vero nome è Floyd Lawton, è un personaggio dei fumetti statunitensi pubblicati da DC Comics. Creato nel 1950 da Bob Kane, David Vern Reed e Lew Schwartz, Deadshot è un eccellente cecchino che si vanta regolarmente di non perdere mai un colpo ed è spesso considerato uno degli assassini più letali dell'universo DC. Deadshot è principalmente un nemico di Batman e appartiene alla sua collezione di nemici, sebbene sia entrato in conflitto con altri eroi, come Freccia Verde. Sebbene sia tipicamente ritratto come un cattivo, è stato anche occasionalmente raffigurato come un antieroe.
IGN ha classificato Deadshot come il 43º più grande cattivo dei fumetti di tutti i tempi nel 2009.

## Biografia del personaggio
Nella sua prima apparizione, Deadshot è un combattente del crimine, salvo poi scoprire che in realtà le sue mire sono quelle di sostituire in questo compito Batman. Incarcerato, in seguito cambia costume ed inizia la sua carriera da killer mercenario.
Le ragioni della sua ricerca di una morte spettacolare sono probabilmente dovute alla sua infanzia, quando la madre convinse i due figli ad uccidere il padre, un uomo orribile; Floyd cercò di impedire al fratello, che adorava, di commettere il delitto, ma inavvertitamente lo uccise.
Anni dopo Floyd ebbe un figlio, che chiamò Eddie come il fratello morto, che sua madre, ancora ricolma d'odio verso l'ex marito, rapì per obbligarlo a terminare il lavoro che non finì anni addietro; quando però il bambino venne ucciso accidentalmente dal suo rapitore, Deadshot fece una strage, finché non arrivò a sua madre e, davanti agli occhi increduli della psichiatra che lo aveva in cura, le sparò rendendola paraplegica.
Floyd è un personaggio che non si fa scrupoli a tradire i propri compagni pur di raggiungere il proprio scopo, non ha sentimenti per nessuno, tranne che per la sua piccola figlia Zoe. Floyd sempre dopo ogni missione, si reca di nascosto a Star City per salutare la figlia che vive con la madre.
Deadshot è stato addestrato, tra gli altri, anche da David Cain: in Bruce Wayne: Fuggitivo viene ingaggiato proprio per uccidere il suo ex-istruttore.

### Suicide Squad e Segreti Sei
Floyd venne reclutato da Amanda Waller per essere il leader della Suicide Squad. Successivamente dopo diverse missioni, Amanda Waller recluterà anche il pericoloso nemico di Aquaman, Black Manta. Per motivi di comando, Black Manta affronterà Deadshot in un combattimento corpo a corpo, ma l'abilità di Manta è tale che Deadshot rischiò di essere ucciso. Ritirandosi dalla Suicide Squad si unì al nuovo team di mercenari noto come i Segreti Sei, al fianco di criminali come Bane, Catman (Thomas Reese Blake) e Cheshire (Jade Nguyen), Scandal (la figlia di Vandal Savage) e il forte Sportsmaster (Lawrence "Crusher" Crock). Nonostante un apparente affiatamento con ogni membro, Floyd non esita a mettere in pericolo la vita dei compagni per salvare la propria o se dovessero mettere a rischio un lavoro e dunque la possibilità di un compenso.
Attualmente, dopo che Black Manta ha lasciato definitivamente la Suicide Squad per unirsi alla Injustice League fondata da Lex Luthor e dal Joker, Deadshot è tornato a comandare la squadra.

## Altre versioni

### Amalgam
Nella versione Amalgam viene fuso con un altro famoso cecchino, Bullseye della Marvel, dando vita a Deadeye.

## Poteri e abilità
Deadshot non ha poteri sovrumani ma è il miglior tiratore nell'universo DC. Ha una precisione incredibile e si vanta regolarmente di "non mancare mai" il suo obiettivo. Una volta ha sparato a una mela sulla testa di Capitan Boomerang con gli occhi chiusi. Ha anche sfiorato intenzionalmente il cranio dell'Incantatrice mentre volava, poiché gli era stato chiesto di abbatterla in modo non letale. Deadshot è così abile che può far rimbalzare i suoi proiettili dalle strutture e uccidere più bersagli contemporaneamente. 
Deadshot è anche un genio tattico e un maestro stratega ed è anche un esperto di demolizioni altamente qualificato. È presumibilmente bilingue e ha imparato a parlare russo da giovane. Afferma anche di essere stato un comunista tesserato.
Deadshot ha accesso a una vasta gamma di armi, ma è più spesso raffigurato mentre utilizza le sue pistole mitragliatrici montate sulle braccia, e il suo fucile da cecchino.
Deadshot ha dimostrato di essere un formidabile combattente corpo a corpo quando è necessario grazie alle sue eccellenti condizioni fisiche e all'addestramento come assassino. È andato in punta di piedi contro Batman in diverse occasioni e ha anche combattuto Deathstroke fino all'arresto. È esperto di karate, Jiu-Jitsu, judo, boxe, Krav Maga e muay thai. È anche un esperto in molti stili diversi di combattimento con il coltello. Lawton possiede anche una conoscenza avanzata dell'anatomia umana e conosce tutti i punti deboli e i punti di pressione del corpo umano.

## Personalità
Deadshot è ritratto come un professionista consumato; fintanto che è pagato per uccidere qualcuno, lo esegue sempre, senza eccezioni. Batman non è riuscito a convincerlo a smettere di minacciare un testimone minacciando la sua famiglia; Deadshot ha giustamente presunto che Batman stesse bluffando. Tuttavia, Batman alla fine convince Deadshot ad interrompere il colpo congelando i conti bancari del suo cliente. Incapace di essere pagato, Deadshot annullò pubblicamente l'assassinio, lasciando libero il testimone.
Forse il suo tratto più caratteristico è il suo riconosciuto desiderio di morte, che spesso si manifesta mentre progetta deliberatamente situazioni che potrebbero ucciderlo. Questo lo rende imprevedibile come avversario, poiché la sua volontà di morire gli consente di ferirsi deliberatamente per raggiungere un obiettivo. Ad esempio, durante Crisi d'identità, si spara deliberatamente al collo mentre combatte contro Kyle Rayner, in modo che Rayner tenti di salvarlo e abbassi la guardia, permettendo a Lawton di prendere la mira e quasi sparargli. Spesso esprime delusione per essere sopravvissuto alle sue missioni, come lamentarsi immediatamente "dannazione" quando si sveglia in ospedale.
John Ostrander ha approfondito il passato e il retroscena familiare di Deadshot. La rivelazione di Deadshot che aveva un fratello, che idolatrava, sembrava risuonare con l'attaccamento di Deadshot a Rick Flag, caposquadra. Ostrander ha insinuato che questa relazione ha anche colorato la rivalità di Deadshot con Batman, che Deadshot non era sempre stato in grado, o inconsciamente riluttante, di uccidere.
È noto per essere sarcastico e profano, spesso imprecando ogni volta che è frustrato o arrabbiato.

## Altri media

### Cinema

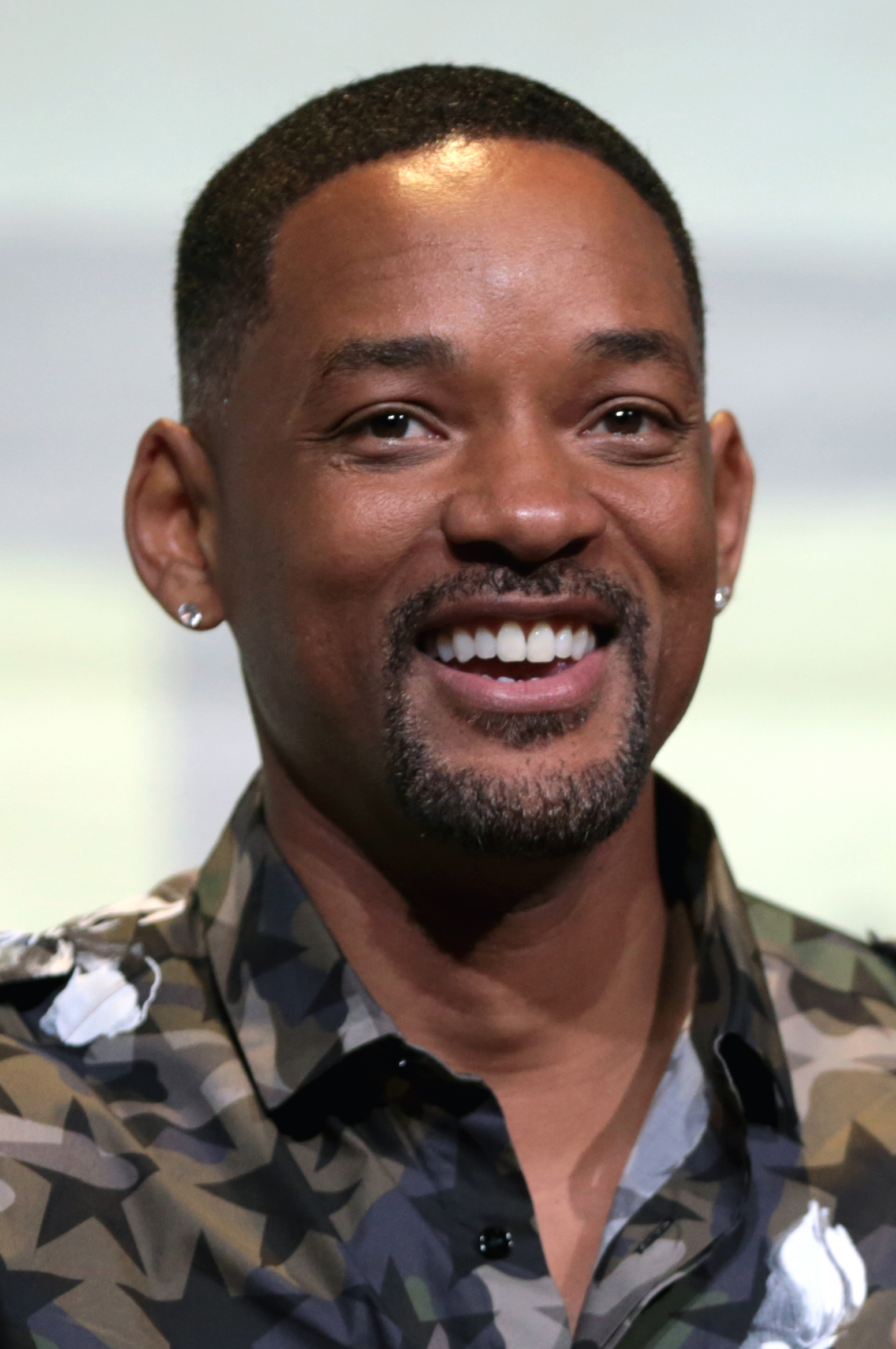
Will Smith, interpreta Deadshot all'interno del DC Extended Universe

- Floyd Lawton, alias Deadshot, è il protagonista del terzo capitolo cinematografico del DC Extended Universe Suicide Squad (2016), interpretato da Will Smith, e di conseguenza è di colore, differenziandosi quindi dalla versione originale. In questa versione Floyd Lawton è un famigerato sicario utilizzato dalla mafia di Gotham per commettere i crimini. Il suo punto debole è la figlia Zoe: Lawton infatti non vuole che scopra del suo lavoro e teme di deluderla. La figlia è stata incidentalmente la causa della sua cattura prima degli eventi del film: avvicinato dal suo nemico Batman, il sicario non poté fare nulla non volendo traumatizzare la figlia. Finito nel carcere di Belle Reve, viene reclutato nella famigerata Task Force X, da lui ribattezzata "Squadra Suicida", per uccidere la malvagia strega Incantatrice: grazie al suo carisma naturale e alle sue straordinarie abilità da cecchino diventa presto il leader di fatto dei criminali, stringendo in particolare amicizia con la folle Harley Quinn e un rispetto militaresco per Rick Flag. Nonostante scopra che Waller e Flag li hanno ingannati, nascondendo loro che Incantatrice era in realtà una loro arma come loro, Deadshot decide comunque di salvare il mondo per dimostrare a sé stesso e alla figlia di essere migliore: combattendo insieme ai compagni egli riesce ad uccidere la strega, ottenendo uno sconto di pena e la possibilità di rivedere la figlia.
- Smith avrebbe dovuto riprendere il ruolo di Deadshot nel film The Suicide Squad - Missione suicida (2021) di James Gunn come protagonista, ma a causa di alcuni impegni contrattuali ha dovuto declinare l'offerta, dichiarandosi disponibile per un eventuale sequel: il suo personaggio è stato sostituito con il mercenario Bloodsport (interpretato da Idris Elba), con caratteristiche molto simili a Deadshot.

#### Film d'animazione

Deadshot nel film d'animazione Batman - Il cavaliere di Gotham (2008)

- Deadshot appare come uno degli antagonisti principali nel film d'animazione Batman - Il cavaliere di Gotham (2008), in cui è doppiato da Jim Meskimen[8].
- Deadshot è il protagonista del film d'animazione Batman: Assault on Arkham (2014).
- Deadshot è uno dei protagonisti del film d'animazione del DC Animated Movie Universe Suicide Squad - Un inferno da scontare (2018).

### Televisione
- Deadshot appare nelle serie animate del DC Animated Universe Justice League e Justice League Unlimited, doppiato in originale da Michael Rosenbaum, fra i pochi criminali di Gotham a essere sopravvissuto al Bat-embargo (data la sua assenza nelle serie animate di Batman) assieme al Re degli Orologi.
- Il personaggio, interpretato dall'attore Bradley Stryker, è apparso in alcuni episodi della decima e ultima stagione della serie TV Smallville.[9]
- Deadshot compare anche nelle serie animate Batman: The Brave and the Bold, Justice League Action e Harley Quinn.
- Il personaggio è presente nel terzo episodio della serie televisiva Arrow, interpretato da Michael Rowe. Ricomparirà nell'episodio 16 dove tenta di uccidere Malcolm Merlyn. È presente ancora nel sesto episodio della seconda stagione, dove aiuta Diggle a trovare la sua ex moglie in una prigione russa. Nel sedicesimo episodio diventa un membro della Suicide Squad e collaborerà con Diggle e altri criminali fermati da Oliver. Torna nell'episodio della terza stagione dal titolo Missione suicida dove, insieme alla Suicide Squad viene mandato in missione per liberare un senatore degli Stati Uniti (in realtà doppiogiochista) rapito da un gruppo di terroristi, ma rimarrà ucciso nell'esplosione del palazzo. In questo episodio tra l'altro si ripercorre con alcuni flashback, il suo passato insieme alla moglie e alla figlia Zoe. Il personaggio, sempre interpretato da Michael Rowe, appare nella serie TV The Flash, nella versione di Terra-2 in cui è il capitano del dipartimento di polizia di Central City.
- Deadshot è presente anche come uno dei protagonisti nell'anime Suicide Squad Isekai.

### Videogiochi
Floyd Lawton/Deadshot appare nei seguenti videogiochi:
- Batman, sviluppato da Ocean Software (1989) (solo nella versione per NES)
- Batman: Arkham City, sviluppato da Rocksteady Studios (2011)
- Batman: Arkham Origins, sviluppato da Warner Bros. Games Montréal (2013)
- Batman: Arkham Origins Blackgate, sviluppato da Armature Studio (2013)
- Injustice: Gods Among Us, sviluppato da NetherRealm Studios (2013)
- LEGO Batman 3: Gotham e oltre, sviluppato da Traveller's Tales e Feral Interactive (2014)
- Injustice 2, sviluppato da NetherRealm Studios (2017)
- Suicide Squad: Kill the Justice League, sviluppato da Rocksteady Studios (febbraio 2024)[10]

- Batman: Arkham

« Bruce Wayne? sei sulla mia lista... Bang! »
(Deadshot vestito da prigioniero rivolto a Bruce Wayne)
- Batman: Arkham City

Deadshot ha una breve apparizione a inizio gioco vestito da prigioniero durante l'arresto di Bruce Wayne, affermando che è nella sua lista. Diverrà poi uno degli antagonisti (seppur non appaia nella trama principale, ma viene assoldato da Strange per uccidere tutti i testimoni, tra cui Bruce Wayne, del suo complotto) e sarà l'antagonista principale della missione secondaria "Uno sparo nel buio": Batman dovrà trovare prove sulla scena del crimine, e collegare così i luoghi da Deadshot visitati. Dopo aver fermato l'uccisione di Jack Ryder, lo affronterà sconfiggendolo in modo semplice.
- Batman: Arkham Origins

Joker (sotto le spoglie di Maschera Nera) assumerà Deadshot come uno degli 8 assassini per uccidere Batman mettendo in palio 50 milioni di dollari. Anche qui Batman lo sconfiggerà senza alcun problema alla banca di Gotham (in una boss battle analoga a quella di Catwoman e Due Facce al museo). Deadshot tornerà in Batman: Arkham Origins Blackgate dove lavorerà per tutti e tre gli antagonisti (Joker, Pinguino e Maschera Nera) all'insaputa di uno e dell'altro affrontando Batman per il Pinguino; qui lo dovrà accecare con i fari di Blackgate per ostacolargli la mira (un po' come lo Spaventapasseri in Arkham Asylum) e verrà infine assoldato, insieme a Bronze Tiger, da Amanda Waller nella Suicide Squad.
- Suicide Squad: Kill the Justice League

Si scopre che esiste un secondo Deadshot di colore che, quando ha saputo che qualcun altro se ne andava in giro a rubargli il modus operandi e nome è ritornato in azione per ucciderlo, dopodiché è stato arrestato da Lanterna Verde (che adesso odia) e internato ad Arkham. Si scopre poi dagli audio che il Deadshot dei precedenti titoli è proveniente da un altro mondo che, inconsapevole del suo fato, ha continuato come se niente fosse. Vestito come in Suicide Squad è assoldato dalla Waller per uccidere la Justice League. Dei protagonisti, è il più serio e assennato, volendo tornare sano e salvo a casa da sua figlia.